# سفيند آجي هولم سورينسن
سفيند آجي هولم سورينسن (بالدنماركية: Svend Aage Holm Sørensen)‏ هو مجدف دنماركي، ولد في 15 أبريل 1913 في كوبنهاغن في الدنمارك، وتوفي في 29 أبريل 2004 في Rødovre ‏ في الدنمارك.

## وصلات خارجية
- سفيند آجي هولم سورينسن على موقع الاتحاد الدولي للتجديف (الإنجليزية)
- سفيند آجي هولم سورينسن على موقع اللجنة الأولمبية الدولية (الإنجليزية)
- سفيند آجي هولم سورينسن على موقع أوليمبيديا (الإنجليزية)